# 草湖乡
草湖乡，是中华人民共和国新疆维吾尔自治区巴音郭楞蒙古自治州轮台县下辖的一个乡镇级行政单位。

## 行政区划
草湖乡下辖以下地区：
英苏村、库克侨勒村、解放渠村、阿克库木村、阿克提坎村和波斯坦村。